# Fire Emblem Heroes
Fire Emblem Heroes es un juego de rol táctico free-to-play publicado por Nintendo para iOS y Android. Es la primera aparición de la saga Fire Emblem en dispositivos inteligentes, lanzado en 39 países el 2 de febrero de 2017.

## Sistema de juego
Los jugadores pueden invocar a personajes de la saga Fire Emblem contra los enemigos en mapas que usan una cuadrícula de 8x6.
Al igual que Miitomo y Super Mario Run, el juego hace uso de las cuentas Nintendo y My Nintendo.

## Argumento
El argumento de Fire Emblem Heroes se desarrolla en el Reino de Askr donde viven los protagonistas Alfonse, el príncipe de Askr, Sharena, la princesa de Askr, y Anna, líder de los Guardianes de Askr, el ejército de Askr. El Imperio de Embla y su princesa Veronica desean someter héroes de otros mundos y destruir el Reino de Askr. El argumento de Fire Emblem Heroes está dividido entre varios "libros". 

### LibroI
El jugador es invocado al mundo de Askr por Anna. Tiene el poder de invocar a héroes de otros mundos de Fire Emblem. Veronica vincula a otros héroes que luchan al lado del Imperio de Embla debido a un contrato. Los Guardianes de Askr luchan contra los héroes de Embla para que esos héroes sean liberados. Durante la guerra, la Orden también entra en conflicto con el hermano de Verónica, Bruno, quien durante un tiempo vivió bajo el seudónimo de Zacharias como miembro de la Orden, y que entrenó a Alfonse y Sharena en el arte del combate. Como miembros de la realeza embliana, Veronica y Bruno viven con una maldición que periódicamente se apodera de ellos, lo que los lleva a destruir Askr, pero la invasión embliana logra ser detenida.

### LibroII
Nifl, el reino del hielo, es destruido por Surtr, el rey de Múspell, el reino del fuego. Fjorm, la segunda princesa de Nifl, escapa y les pide a los Guardianes de Askr que salven a Nifl y derroten a Surtr.

### LibroIII
Askr es atacado por el ejército de Hel, el reino de los muertos. Hel, la reina del reino Hel del mismo nombre, le exije a su hija Eir que se una con los Guardianes de Askr para que los destruya desde dentro. Sin embargo ella termina traicionando a su madre y quedándose con ellos al final.

### LibroIV
Inmediatamente después de derrotar a Hel y sus fuerzas, la reina de Askr, Henriette, escucha un informe sobre un pueblo de Askr en un sueño sin fin. La realeza de Askr se apresura a investigar donde se encuentran en Ljósálfheimr, el reino de los sueños. Los miembros de la realeza se alían con Peony contra el reino de la pesadilla de Dökkálfheimr.

### LibroV
Algún tiempo después de dejar Dökkálfheimr, Askr es atacado por soldados de Niðavellir liderados por Reginn que planean conquistar los otros reinos. Sin embargo, después de que la derrotan, Reginn se comunica con los príncipes de Askr y les dice que quiere detener las conquistas, incluso si eso significa enfrentarse a sus hermanos Fafnir y Otr que quieren capturar a Kiran por razones misteriosas. Se revela después que quieren usar el arma de Kiran y replicarla con seiðjárn para hacer el Járngreipr, un arma capaz de destruir los portales entre otros mundos.

### LibroVI
Después de la batalla contra Niðavellir, un nuevo desafío surge de casa cuando una niña llamada Ash cae del cielo junto con un hombre misterioso llamado Elm, se dice que ambos son los criados de los dioses Askr y Embla respectivamente. Los miembros de la Orden de Héroes se apresuran a detener la calamidad que se avecina mientras Veronica se ocupa de una misteriosa mujer llamada Letizia que dice ser miembro de la Familia Real Imperial. Los acontecimientos pronto se intensifican cuando la propia Embla se involucra y el conflicto pone fin a la larga disputa entre las naciones de Askr y Embla.

### LibroVII
Después de que finalmente se resolvieron las tensiones entre Askr y Embla, una visión que Kiran recibe de una maga llamada Seiðr atrae a la Orden de los Héroes a Vanaheim, el reino de la luz. Pronto queda claro que se está gestando una tormenta que involucra a Heiðr, que sufre de una enfermedad misteriosa, y a la Vidente Dorada Gullveig, que tiene el poder sobre el tiempo mismo. Una tormenta que puede acabar con la Orden de los Héroes por completo.

### LibroVIII
Con el conflicto en Vanaheimr resuelto y las Serpientes Doradas finalmente vencidas, la Orden de los Héroes recibe una visita sorpresa de Ratatoskr, una miembro de las Manos Sanadoras que se dedica a proteger los nueve reinos. La llegada de Ratatoskr también incluye la presencia de sus hermanas Hræsvelgr y Níðhöggr, quienes tienen sus ojos puestos en Alfonse y Veronica por sus propios motivos, mientras que un ser misterioso también pone su mirada en la Reina Henriette. Se revela después que Læraðr, el padre y líder de las Manos Sanadoras ordenó a sus hijas asesinar a Alfonse y Verónica para impedir cualquier intento de paz entre el Reino de Askr y el Imperio de Embla. Así mismo, intenta obligar a Kiran a invocar a sus seres queridos fallecidos.

### LibroIX
Al concluir su batalla contra las Manos Curativas, la Orden de los Héroes se encuentra ahora contra el Reino Celestial Ásgarðr, cuando un ser llamado Rune llega a Askr con un tomo misterioso. Pronto se enfrentan a Baldr y Höðr, quienes acusan a Alfonse y Rune de crímenes desconocidos, mientras que Loki observa desde las sombras con su propia agenda en mente.

## Personajes

### Reino de Askr
Kiran (エクラ Eclat?)
Kiran es un personaje silencioso que es un Avatar, que representa al jugador en el juego. Su papel principal es el de invocador capaz de traer Héroes para luchar por la Orden de los Héroes.
Alfonse (アルフォンス Alfons?)
 Seiyū: Tatsuhisa Suzuki, Ray Chase (Inglés)
Es el príncipe del Reino de Askr y miembro de la Orden de los Héroes. Es el hermano mayor de la princesa Sharena y el hijo del Rey Gustav y la Reina  Henriette. Siendo un príncipe del reino de Askr, muchas personas, incluido su propio padre, protestaron cuando se unió a la Orden de los Héroes, aunque otros sintieron que era su comportamiento habitual. Antes de los eventos de Heroes, era amigo cercano de un compañero llamado Zacharias, quien finalmente desapareció, y otro héroe con el que se hizo amigo se fue a casa, dejando a Alfonse cauteloso de hacerse amigo de otros héroes. Es por eso que le recuerda repetidamente a Sharena que no entable amistad con los otros Héroes.
Sharena (シャロン Sharon?)
 Seiyū: Maaya Uchida, Julie Kliewer (Inglés)
Ella es la princesa del Reino de Askra y la hermana menor del Príncipe Alfonse. Ella empuña la legendaria lanza Fensalir. Brillante, alegre, sociable y menos estudiosa y seria que su hermano, Sharena es conocida por su personalidad optimista, lo que le permite entablar fácilmente lazos de amistad con otros héroes. Esto es inmediatamente evidente cuando conoce a Kiran por primera vez; ella rápidamente se entusiasma con ellos sin dudarlo. 
Anna (アンナ An'na?)
 Seiyū: Saori Seto, Karen Strassman (Inglés)
Es la comandante de la Orden de Héroes a la que pertenecen Alfonse y Sharena. Fue la que invocó a Kiran, quien luego se convierte en el estratega del ejército, y les confía la reliquia legendaria, Breidablik, para luchar y proteger el mundo de Zenith del Imperio Embla u otra amenaza. Su hacha personal se llama Nóatún. A menudo, cuando no está en la batalla, siempre busca una forma de ganar dinero, ya que la Orden de los Héroes se está quedando sin fondos constantemente. Ella considera a las otras versiones de Anna de otros mundos como sus hermanas.
Gustav (グスタフ Gusutafu?)
 Seiyū: Joji Nakata
Fue el Rey de Askr y el padre de Alfonse y Sharena. Aparece por primera vez en el Libro III del juego. En su juventud como príncipe, conocía bien a Henriette y era conocido por apresurarse a ayudar en cualquier tipo de peligro que supusiera para los ciudadanos de Askr. Más tarde se casaría con Henriette y tendría dos hijos con ella, Alfonse y Sharena. Cuando Hel comenzó a invadir Askr, Gustav advierte a Alfonse que no la enfrente en combate, aunque esto termina siendo en vano, ya que él y la Orden de los Héroes se enfrentan a Hel de todos modos, donde ella lo maldice y le dice que le quedan 9 días de vida. Para cuando finaliza el plazo dado, Hel ha llegado y está a punto de quitarle la vida a Alfonse. Pero en el último minuto, Gustav recibe el golpe fatal de la guadaña de Hel para salvar a Alfonse, ya que se dio cuenta de que la naturaleza de la maldición de Hel es que alguien del linaje infligido tiene que morir, en lugar de la persona misma. Antes de que Hel le quite la vida, Gustave le dice a Alfonse que se convierta en un buen rey. Más tarde, tras enterarse de su muerte, Henriette les revela a Alfonse y Sharena que padecía una grave enfermedad y que no le quedaba mucho tiempo de vida. Después de su muerte, Hel lo convierte en uno de sus generales. Aunque su cuerpo está bajo el control de Hel, su mente aún está intacta y les dice a sus hijos que lo maten antes de cruzar las puertas para llegar al Reino de los Muertos.
Henriette (ヘンリエッテ Henriette?)
 Seiyū: Mamiko Noto
Es la Reina de Askr, esposa de Gustave y madre de Alfonse y Sharena. A diferencia de su esposo muy comprometido con el deber, Henriette es una persona más optimista y alegre, que actúa como una madre cariñosa con Alfonse y Sharena. Se da a entender que en un momento de su vida le sucedió algo aparentemente terrible. Se puede razonar que perdió el control debido a algún tipo de poder y que tiene miedo de perderlo nuevamente, razón por la cual se contiene. A diferencia de Gustav, quien anteponía el deber a casi todo debido a sus responsabilidades como Rey, ella adopta un enfoque más solidario con los objetivos personales de Alfonse y Sharena, creyendo que pueden lograr todo lo que quieran. Al regresar a casa después de su batalla contra Múspell, Henriette les da una cálida bienvenida a la Orden, para su sorpresa. Le informa a Alfonse que Gustav deseaba hablar con él lo antes posible. Su reunión se ve interrumpida cuando unos misteriosos y fantasmales soldados emblianos atacan a la Orden. Henriette los reconoce inmediatamente como soldados de Hel. Después de la batalla contra Hel, Henriette recibe un informe sobre un pueblo en Askr atrapado en un sueño eterno. Creyendo que algo anda mal, Alfonse y la Orden de los Héroes se dirigen al pueblo para investigar. Antes de irse, Henriette les da el Incensario Edorante en caso de que el área esté llena de gas venenoso y les desea buena suerte. Cuando el rey Fáfnir de Niðavellir invade Askr, se acerca a Henriette e intenta abrir la Puerta de Askr a la fuerza, amenazándola con matarla si no lo hace. Henriette se niega y Fáfnir la ataca, pero la Orden de los Héroes llega justo a tiempo para salvarla y capturar a Fáfnir. Durante los eventos del Libro VIII, Henriette es envenenada por Læraðr, para obligar a Kiran a usar sus poderes de invocación e invocar a sus seres queridos fallecidos.

### Reino de Embla
Veronica (ヴェロニカ Veronika?)
 Seiyū: Rina Hidaka, Wendee Lee (Inglés)
Es la princesa del Reino de Embla, media hermana menor de Bruno y la antagonista principal en el Libro I. Aunque empeñada en cumplir el antiguo sueño de su padre, Veronica lleva dentro una cierta soledad. Disfruta de la compañía de Bruno. Su tomo personal se llama Élivágar. Su objetivo era destruir el Reino de Askr manipulando héroes de otros mundos. Sin embargo, sus intentos de conquista son frustrados gracias a la Orden de Héroes (en particular Kiran), por lo que decide unir fuerzas con el reino de Múspell a insistencia de Loki en los eventos del Libro II. Cuando se entera de que el Rey Surtr pretende atacar a Embla una vez que Askr sea destruido, Veronica lo desafía pero es derrotada y capturada para ser sacrificada en el Rito de las Llamas junto a la princesa Ylgr del Reino de Nifl. No obstante, Bruno rescata a Veronica en una intervención oportuna, junto con la Orden de los Héroes en una tregua temporal. Después de la derrota de Sutr, Veronica regresa a Embla, donde se entera tiempo después la invasión de Hel a Askr. Logrando ponerse al día con la Orden de los Héroes, hace una alianza temporal con ellos, alegando que Hel es una amenaza mucho mayor para Embla que Askr. Ella después conoce a su yo alternativo Thrasir, quien le da información sobre el Rito del Corazón, el cual es clave para matar a Hel. Con su ayuda, la Orden de Héroes consiguen acabar con Hel. Posteriormente, ella sigue apoyando a la Orden de Héroes ayudándolos a entrar en Dökkálfheimr primero y tiempo después repeler la invasión de Fáfnir a Embla. Tras la muerte de Fafnir y Eitri, Veronica, junto con la Orden de los Héroes, está investigando las aldeas que desaparecen a lo largo de la frontera Embla-Askr. Posteriormente se encuentran con Elm, quien revela que él fue quien cerró pueblos en la oscuridad tanto en el Imperio Emblian como en Askr como ofrenda a Lady Embla. Después de deshacerse de Elm por el momento, Veronica comienza a sucumbir a la maldición de sangre y escucha una voz en su cabeza que le exige que mate a la línea de sangre de Askr. No queriendo atacar a sus amigos, les ruega que huyan mientras ella todavía tiene el control. Luego se reencuentra con Letizia, quien revela que en realidad ha estado incriminando a Veronica por traición a Embla como venganza porque el padre de Veronica usurpó a la familia de Letizia. Es arrestada y sentenciada a ejecución. Allí se entera de que Letizia difunde mentiras para hacer que su pueblo se ponga en su contra. Luego es rescatada por la Orden y Bruno y perdona a Letizia, ya que se siente culpable por lo que su familia le hizo y, a pesar de todo, no puede olvidar cuánto la admiraba alguna vez. Más adelante Veronica es poseída por Embla luego de las muertes de Letizia y Bruno, pero es liberada de su control gracias a la llave Yggdrasil. Después de la derrota de Embla, Verónica se da cuenta de que la soledad de Embla la llevó a su caída, y llega a creer que la diosa no es diferente a ella en ese sentido. Luego se hace amiga de Sharena.
Bruno (ブルーノ Burūno?)
 Seiyū: Shinichiro Miki, Taliesin Jaffe (Inglés)
Inicialmente identificado como el "Hombre Misterioso", es el medio hermano mayor de Verónica, antagonista secundario y jefe final del Libro I. Fue expulsado de Embla bajo cargo de traición cuando era niño, por lo que se fue a vivir a Askr usando el nombre de "Zacharias" para evitar sospechas. Se hizo amigo de Alfonse y Sharena y entraron juntos a la Orden de Héroes, pero vio obligado a dejar la Orden cuando la maldición de su linaje familiar comenzó a afectarlo. Años después se reencuentra con sus viejos amigos viéndolos ahora como enemigos y les dice que él fue quien "mató" a Zacharias. Al ser derrotado, Bruno les cuenta la verdad y se retira en su búsqueda de romper la maldición. Durante los eventos del Libro II, Bruno logra salvar a Hríd de las fuerzas de Múspell y le entrega un mapa de la fuente del Rito de las Llamas mientras explica su propósito y cómo se puede deshacer. Regresa en persona más tarde para rescatar a su hermana. Tiempo después, aparece en la Torre de Niðavellir y logra repeler a todos los enemigos con los que luchaba la Orden de los Héroes. Luego le dice al grupo que Niðavellir ahora está atacando el Imperio Embliano y requiere su ayuda. Algún tiempo después del ataque de Niðavellir a Embla, Bruno y Xander continúan su búsqueda de una forma de romper la maldición de sangre de Embla. Más tarde, Bruno solicita ayuda a la Orden de los Héroes y les informa sobre la llegada de la ejecución de Veronica en diez días. Tras ser liberada Verónica, Embla llega y toma el control de Letizia, lo que resulta en su muerte y luego toma el control de Bruno y, finalmente, de Veronica antes de que Askr intervenga y permita que la Orden de los Héroes y Bruno escapen. Una vez en su reino, Askr revela la historia de fondo de Embla, así como la llave Yggdrasil que puede liberar a las personas del control de Embla. Sin embargo, Elm lidera un ataque en el reino, pero la Orden lo repele rápidamente y lo persigue hacia el Imperio Embla. Antes de continuar hacia el castillo, Bruno comparte una conversación con Xander y le dice que si algo le pasara, Xander sabrá qué hacer. Más tarde, Bruno se enfrenta a Embla, solo para ser poseído por ella. Bajo el control de Embla, se ve obligado a luchar contra la Orden de los Héroes y muere en el conflicto. Sin embargo, su sacrificio no es en vano. Se revela que mientras hablaba con Xander, Bruno le entregó la llave Yggdrasil, que Xander luego se llevó a Veronica, lo que le permitió liberarse de la maldición de Embla.
Letizia (レティシア Retishia?)
 Seiyū: Mao Ichimichi, Kelly Baskin (Inglés)
Es miembro de la Familia Real Imperial de Embla, siendo la novena en la línea de sucesión al trono, y por lo tanto tiene alguna relación de sangre con Veronica y Bruno. Ella también está al mando de la Directiva Maldición, la alternativa de Embla a la Orden de los Héroes en Askr, que se especializa en investigar las artes oscuras. En el pasado tenía una buena relación con Veronica, pero dicha relación se interrumpió cuando la familia de Letizia fue acusada de traición y posteriormente despojada de sus tierras por el padre de Verónica. Al enterarse después que todo fue un plan por parte del padre de Verónica para hacer un golpe de Estado y reclamar el trono, Letizia trama un plan para ver a Verónica destituida del trono y recuperar su estatus real. Con las grandes casas del Imperio Emblio dispuestas a trabajar con ella, y el Emperador es poco probable que esté del lado de Veronica debido a que los dos no comparten sangre y Veronica lo supera ampliamente en popularidad, Letizia afirma que Veronica mató a algunos de sus soldados y robó un libro de la bóveda real, y por lo tanto cometió traición. Más tarde, Letizia arresta a Verónica por acusaciones de traición, confesando su ira de largo tiempo contra la joven princesa y que fue ella quien incitó las acusaciones. Mientras visita a Veronica en su celda, revela que ordenó a los guardias que no le dieran comida ni agua a Veronica. Veronica pregunta qué quiere Letizia y qué pasará una vez que muera, Letizia responde que quiere quitarle todo a Veronica y que se convertirá en la gobernante de Embla. Finalmente, la Orden de los Héroes la intercepta en la prisión y logran liberar a Veronica con la ayuda de Bruno.  Cuando Veronica incita a una rebelión contra Letizia entre los guardias de la prisión, las casas vasallas se ven obligadas a elegir entre apoyar a Veronica o Letizia, en lugar de simplemente seguirle el juego como lo habían hecho antes. Con su control de la situación fallando, Letizia elige concentrarse en derrotar a las fuerzas de Askr para evitar ser rodeada, capturada y ejecutada por orden de Veronica. Sin embargo, no lo hace y Veronica se pone al día y le dice a Letizia que no es apta para el trono, ya que Letizia solo piensa en sí misma y nunca en la gente. Al final, Veronica decide no ejecutar a Letizia por su traición y la perdona. Más tarde Letizia es poseída por Embla, quien la fuerza a pelear una vez más contra la Orden de Héroes. Después de la batalla, Veronica intenta comunicarse con Letizia, pero Embla solo está dispuesta a soltar las riendas de su nuevo títere una vez que se da cuenta del odio que Letizia siente por Veronica, y decide permitirle asestar el golpe mortal ella misma. Sin embargo, a pesar de la oportunidad, Letizia usa su momento de libertad para suicidarse con el pretexto de no permitir que nadie más mate a Veronica, reflexionando que la muerte de la joven princesa es todo lo que ella quería.
Thrasir (スラシル Surashiru?)
 Seiyū: Yui Ogura, Lizzie Freeman (Inglés)
General del reino de los muertos. Por orden de su reina, esta bruja usa sus poderes para engrosar las filas de los muertos. En la antigüedad, Thrasir se convirtió en la primera emperatriz de Embla, formando un pacto con el Dragón Embla. Con la sangre del dragón, obtuvo el poder de cerrar portales a otros reinos. Al igual que la realeza de Askr y sus propios descendientes, puede obligar a los héroes a cumplir contratos. Se revela después que Thrasir es una versión futura de Verónica, una en la que su reino sufrió importantes bajas, incluido su amado hermano mayor Bruno. Ella se unió a Hel con la promesa de que iba a restaurar Embla. Thrasir finalmente es derrotada junto a Líf por la Orden de Héroes.

## Desarrollo
Nintendo anunció el juego junto con una versión para dispositivos inteligentes de Animal Crossing como parte del acuerdo con DeNA, siendo anunciado en abril de 2016, con la fecha prevista de lanzamiento ese mismo año.
El nombre del juego, detalles y fecha de lanzamiento fueron anunciados en un Fire Emblem Direct en enero de 2017, así como una campaña para votar los personajes favoritos de la saga, para su aparición en la versión para dispositivos móviles.

## Disponibilidad por países
El juego fue lanzado el 2 de febrero de 2017 en el App Store y Google Play en los siguientes 39 países:
- Alemania
- Australia
- Austria
- Bélgica (ya no está disponible)
- Brasil
- Bulgaria
- Canadá
- Chile
- Chipre
- Croacia
- Dinamarca
- Eslovaquia
- Eslovenia
- España
- Estados Unidos
- Estonia
- Finlandia
- Francia
- Grecia
- Hungría
- Irlanda
- Italia
- Japón
- Letonia
- Lituania
- Luxemburgo
- Malta
- México
- Noruega
- Nueva Zelanda
- Países Bajos
- Polonia
- Portugal
- Reino Unido
- República Checa
- Rumanía
- Rusia
- Sudáfrica
- Suecia
- Suiza

### Suspensión de la disponibilidad en Bélgica
El 21 de marzo de 2019 Nintendo Europa anunció la suspensión del juego en Bélgica debido a una nueva ley contra las microtransacciones. Por eso Fire Emblem Heroes y Animal Crossing: Pocket Camp dejaron de estar disponibles el 27 de agosto de 2019.

## PromociónChoose Your Legends
Como parte de la promoción del juego, se abrió una votación para decidir los personajes más populares (Elige a tus leyendas en Latinoamérica, y Elige a tus héroes en España). Esta votación se ha ido repitiendo en años posteriores, existiendo 4 votaciones, todas celebradas en enero.
Los ganadores del primer evento Choose Your Legends de 2017, fueron Ike (el héroe con más votos), Lyn (la heroína con más votos), Roy (en segundo lugar de los héroes) y Lucina (en segundo lugar de las heroínas). Estos personajes tuvieron ediciones especiales en el juego en agosto de 2017.
En 2018 las ganadores fueron Celica y Veronica en la división femenina, mientras que Hector y Ephraim se hicieron con los primeros puestos de los hombres.
En 2019 los cuatro ganadores fueron Micaiah y Camilla entre los personajes femeninos, y Alm y Eliwood entre los personajes masculinos; todos obtuvieron sus versiones especiales en agosto de 2019.
En 2020 se realizó la cuarta votación de Choose Your Legends. Dada la reciente publicación del juego Fire Emblem: Three Houses, los cuatro primeros lugares de votación los obtuvieron personajes de esta entrega, los cuales fueron Edelgard y Lysithea (personajes femeninos), y Dimitri y Claude (personajes masculinos).
En 2021 los 4 personajes más populares fueron Guarda, Marth (masculinos), Marianne y Eirika (femeninos).
En 2022 se realiza la sexta votación donde resultaron como ganadores Chrom, Seliph (masculinos), Tiki adulta y Byleth mujer (femeninos).
En 2023 se realiza la séptima votación y los cuatro ganadores fueron Robin hombre, Soren, Gullveig y Corrin mujer.
Para la octava votación del año 2024 los ganadores fueron Alfonse y Felix en la categoría masculina y Bernadetta y Robin mujer en la categoría femenina.
En la novena votación del año 2025 fueron los ganadores Eikþyrnir, Byleth hombre, Sharena y Baldr.